# Prítanis d'Esparta
Prítanis (en llatí Prytanis, en grec antic Πρύτανις) va ser rei d'Esparta de la línia pròclida, i segons Pausànias era fill d'Euripont i el cinquè rei de la dinastia. El mateix autor diu que va regnar al començament de les guerres entre Argos i Esparta.
Diodor de Sicília assigna al seu regnat un període de 49 anys, però no menciona els dos reis entre ell i Procles, i en tot cas tot el que es refereix a aquests primers reis és quasi llegendari. Fins a Licurg no es tenen dades històriques reals.